# Patryk Szwichtenberg
Patryk Szwichtenberg (ur. 8 czerwca 1991) – polski aktor filmowy, telewizyjny i teatralny, muzyk i kompozytor. 
W 2017 ukończył studia na Wydziale Aktorskim PWST w Krakowie. Współpracował z Teatrem Muzycznym Capitol we Wrocławiu, Teatrem WARSawy i gdyńskim Teatrem Muzycznym oraz z Muzeum Powstania Warszawskiego. Od 2018 jest członkiem zespołu artystycznego Teatru Bagatela.

## Ważniejsze role

### Filmy i seriale
- 2013: Olena (etiuda szkolna)
- 2015: Pilecki
- 2016: Smoleńsk
- 2018: Belle Epoque jako muzyk (odc. 1, 2, 3, 5, 6, 7, 8, 9, 10)
- 2019–2022 Stulecie Winnych jako Jan Winny (seria 1,2,3 i 4)
- 2019: Niepospolita jako Tadeusz Dołęga-Mostowicz
- 2019: 1800 gramów jako współpracownik matki Ewy
- 2019: Wojenne dziewczyny jako niemiecki żołnierz
- 2020: Ludzie i bogowie jako Leonard Zbyszewski "Lelek"
- 2020: Komisarz Alex jako nauczyciel (odc. 168)
- 2020: Chyłka. Rewizja (odc. 3, 5, 6)
- 2020: Osiecka jako Seweryn Krajewski
- 2021: Pierwsza miłość jako Krzysztof Stankiewicz, prawnik i pełnomocnik Edwarda Stryjeńskiego

### Teatr Telewizji
- 2016: Gdzie ty idziesz dziewczynko

### Programy telewizyjne
- Poezja na każdy czas[3]

## Muzyka
- 2012: Romanca, Scena SAM, Gdynia
- 2015: To tylko przemoc (etiuda)
- 2016: Między nami dobrze jest, PWST w Krakowie
- 2018: Tlen, Teatr Muzyczny w Gdyni

## Nagrody
- 2016: Nagroda zespołowa dla zespołu spektaklu "Między nami dobrze jest" na 34. Festiwalu Szkół Teatralnych w Łodzi[4]
- 2016: Wyróżnienie Jury Konkursu Aktorskiej Interpretacji na 37. Przeglądzie Piosenki Aktorskiej we Wrocławiu; nagroda dla zespołu "Kapuczino" w składzie: Małgorzata Biela, Mateusz Bieryt, Karolina Burek, Zuzanna Czerniejewska, Patryk Szwichtenberg, Karolina Wasilewska, Marcin Wojciechowski[5]